# Batalion KOP „Sejny”

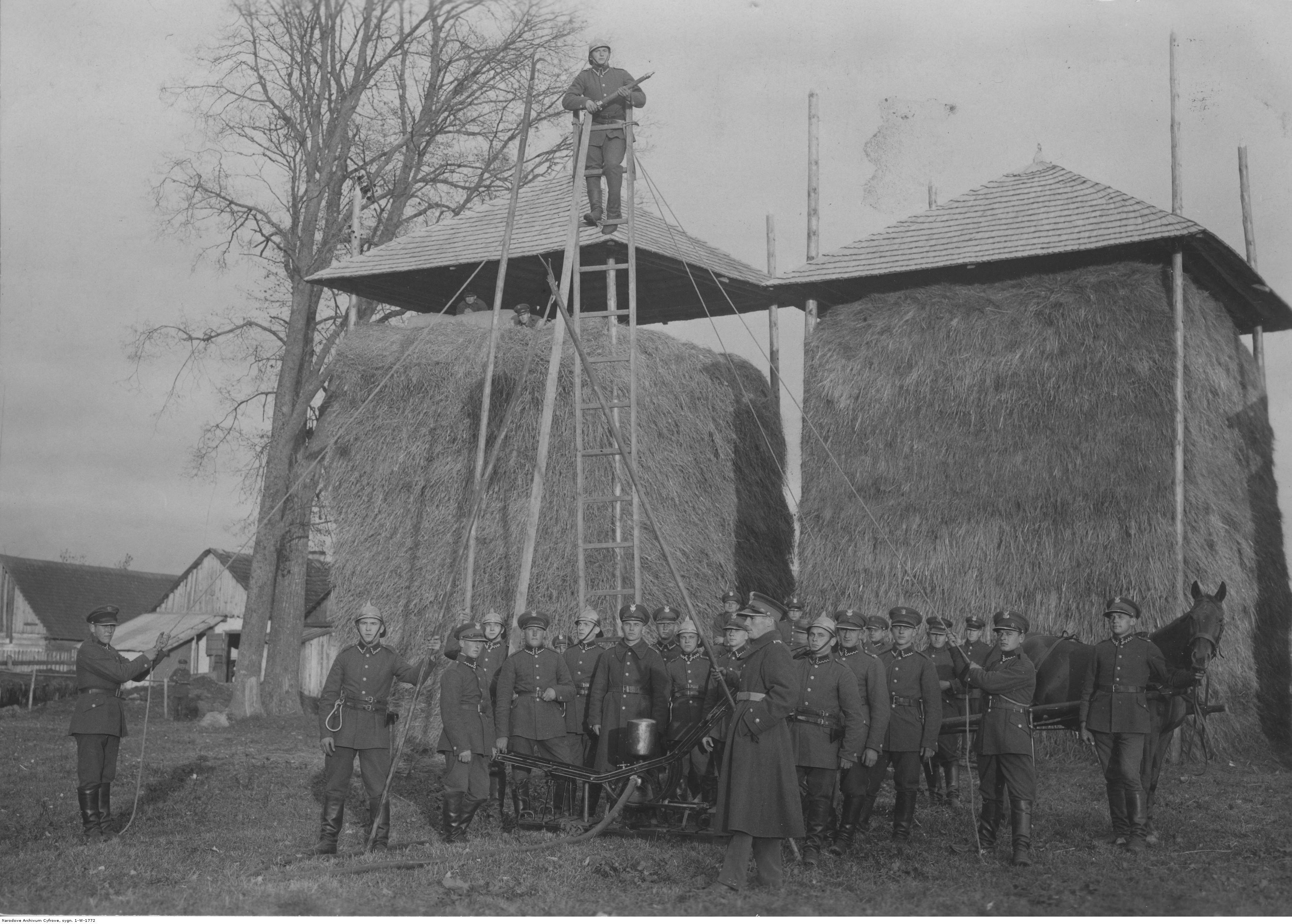
Straż pożarna batalionu Korpusu Ochrony Pogranicza „Sejny”

Batalion KOP „Sejny” – pododdział piechoty, podstawowa jednostka taktyczna Korpusu Ochrony Pogranicza.

## Formowanie i zmiany organizacyjne
Na posiedzeniu Politycznego Komitetu Rady Ministrów, w dniach 21–22 sierpnia 1924, zapadła decyzja powołania Korpusu Wojskowej Straży Granicznej. 12 września 1924 Ministerstwo Spraw Wojskowych wydało rozkaz wykonawczy w sprawie utworzenia Korpusu Ochrony Pogranicza, a 17 września instrukcję określającą jego strukturę. W trzecim etapie organizacji KOP sformowano 6 Brygadę Ochrony Pogranicza, a w jej składzie 24 batalion graniczny „Sejny”. Podstawą formowania było rozporządzenie Ministra Spraw Wewnętrznych nr 1099 ze stycznia 1926. Długość ochranianego przez batalion odcinka granicy wynosiła 114 kilometrów, przeciętna długość pododcinka kompanijnego to 35 kilometrów, a strażnicy 6 kilometrów. Odległość dowództwa batalionu od dowództwa brygady wynosiła 220 kilometrów.
W lipcu 1929 przyjęto zasadę, że bataliony przyjmą nazwę miejscowości będącej miejscem ich stacjonowania. Obok nazwy geograficznej, do 1931 stosowano również numer batalionu. W tym czasie batalion na uzbrojeniu posiadał 744 karabiny Berthier wz.1916, 49 lekkich karabinów maszynowych Bergmann wz. 1915 i 2 ciężkie karabiny maszynowe Hotchkiss wz.1914.
W wyniku reorganizacji batalionu w 1931, w miejsce istniejących plutonów karabinów maszynowych, utworzono kompanię karabinów maszynowych. Rozwinięto też kadry kompanii szkolnej do pełnoetatowej kompanii odwodowej. Po przeprowadzonej reorganizacji „R.2” batalion składał się z dowództwa batalionu, plutonu łączności, kompanii karabinów maszynowych, kompanii odwodowej i trzech kompanii granicznych.
W listopadzie 1936 batalion etatowo liczył 20 oficerów, 71 podoficerów, 27 nadterminowych i 604 żołnierzy służby zasadniczej.
Rozkazem dowódcy KOP z 23 lutego 1937 została zapoczątkowana pierwsza faza reorganizacji Korpusu Ochrony Pogranicza „R.3”. Batalion otrzymał nowy etat. Był jednostką administracyjną dla posterunku żandarmerii KOP „Sejny”
Zarządzeniem dowódcy KOP gen. bryg. Jana Kruszewskiego w sprawie zmian w kwatermistrzostwie KOP, dniem 1 kwietnia 1939 utworzono w batalionie etat oficera ewidencyjno-personalnego w stopniu kapitana. Oficer ten był faktycznie oficerem mobilizacyjnym baonu.
Z dniem 15 maja 1939 batalion stał się oddziałem gospodarczym. Stanowisko kwatermistrza batalionu przemianowane zostało na stanowisko zastępcy dowódcy batalionu do spraw gospodarczych, płatnika na stanowisko oficera gospodarczego, zastępcy oficera materiałowego dla spraw uzbrojenia na zbrojmistrza, zastępcy oficera materiałowego dla spraw żywnościowych na oficera żywnościowego.
Batalion KOP „Sejny” był jednostką mobilizującą. Zgodnie z planem mobilizacyjnym „W” w ciągu 72 godzin formował II batalion 134 pułku piechoty (rezerwowego), natomiast sam, w ciągu 24 godzin, uzupełniał swoje stany. Oba pododdziały formowały się w mobilizacji niejawnej, w grupie jednostek oznaczonych kolorem żółtym.
W kampanii wrześniowej II/134 pp walczył w składzie rezerwowej 33 Dywizji Piechoty.

## Służba graniczna
Batalion graniczny był podstawową jednostką taktyczną Korpusu Ochrony Pogranicza przeznaczoną do pełnienia służby ochronnej na powierzonym mu odcinku granicy polsko-litewskiej, wydzielonym z pasa ochronnego brygady. Odcinek batalionu dzielił się na pododcinki kompanii, a te z kolei na pododcinki strażnic, które były „zasadniczymi jednostkami pełniącymi służbę ochronną”, w sile półplutonu. Służba ochronna pełniona była systemem zmiennym, polegającym na stałym patrolowaniu strefy nadgranicznej i tyłowej, wystawianiu posterunków alarmowych, obserwacyjnych i kontrolnych stałych, patrolowaniu i organizowaniu zasadzek w miejscach rozpoznanych jako niebezpieczne, kontrolowaniu dokumentów i zatrzymywaniu osób podejrzanych, a także utrzymywaniu ścisłej łączności między oddziałami i władzami administracyjnymi.
W pierwszych latach dowództwo batalionu i pododdziały przysztabowe zakwaterowane były w drewnianych parterowych domach. W latach 1933—34 zbudowano budynek koszarowy. Na uroczystość oddania do użytku obiektu koszarowego przybył marszałek Józef Piłsudski.
Granica państwowa pomiędzy Litwą a Polską nie była określona układami międzynarodowymi. Granicę wyznaczały tyczki zakończone wiechami ze słomy. Litwa tej granicy nie uznała. Oba państwa nie utrzymywały żadnych stosunków dyplomatycznych, gospodarczych czy kulturalnych. Nie było przejść granicznych, zamknięto wszystkie drogi. Listy z Polski na Litwę i odwrotnie oraz rozmowy telefoniczne szły przez kraje trzecie. Na dużą skalę rozwinął się przemyt z Litwy do Polski, głównie bydła. Litewskie władze administracyjne i Policja Graniczna wspierały bandy przemytników.
Batalion graniczny KOP „Sejny” w 1934 ochraniał odcinek granicy państwowej o długości 145 kilometrów 275 metrów.
W marcu 1938 zastrzelony został przez litewskie straże graniczne żołnierz KOP Stefan Serafin. Żołnierz prawdopodobnie zabłądził i wszedł na terytorium Litwy. Śmierć żołnierza zapoczątkowała rozmowy, które miały doprowadzić do unormowania stosunków polsko–litewskich.
W ostatnich dniach sierpnia 1939 12 Litwinów – posiadających przydziały mobilizacyjne rezerwistów Wojska Polskiego, nie chcących stawić się do jednostek, pod osłoną nocy wypłynęło na jezioro Gaładuś w kierunku brzegu litewskiego. Patrol KOP wezwał ich do powrotu. Gdy nie było reakcji, żołnierze otworzyli ogień. Jeden z Litwinów został ranny, pozostali dopłynęli do brzegu litewskiego. Ranny rezerwista zmarł wkrótce w szpitalu w Kownie. Jego zwłoki przywieziono do rodzinnej wsi.
Bataliony sąsiednie:
- batalion KOP „Suwałki” (odwodowy) ⇔ batalion KOP „Orany”

## Walki batalionu

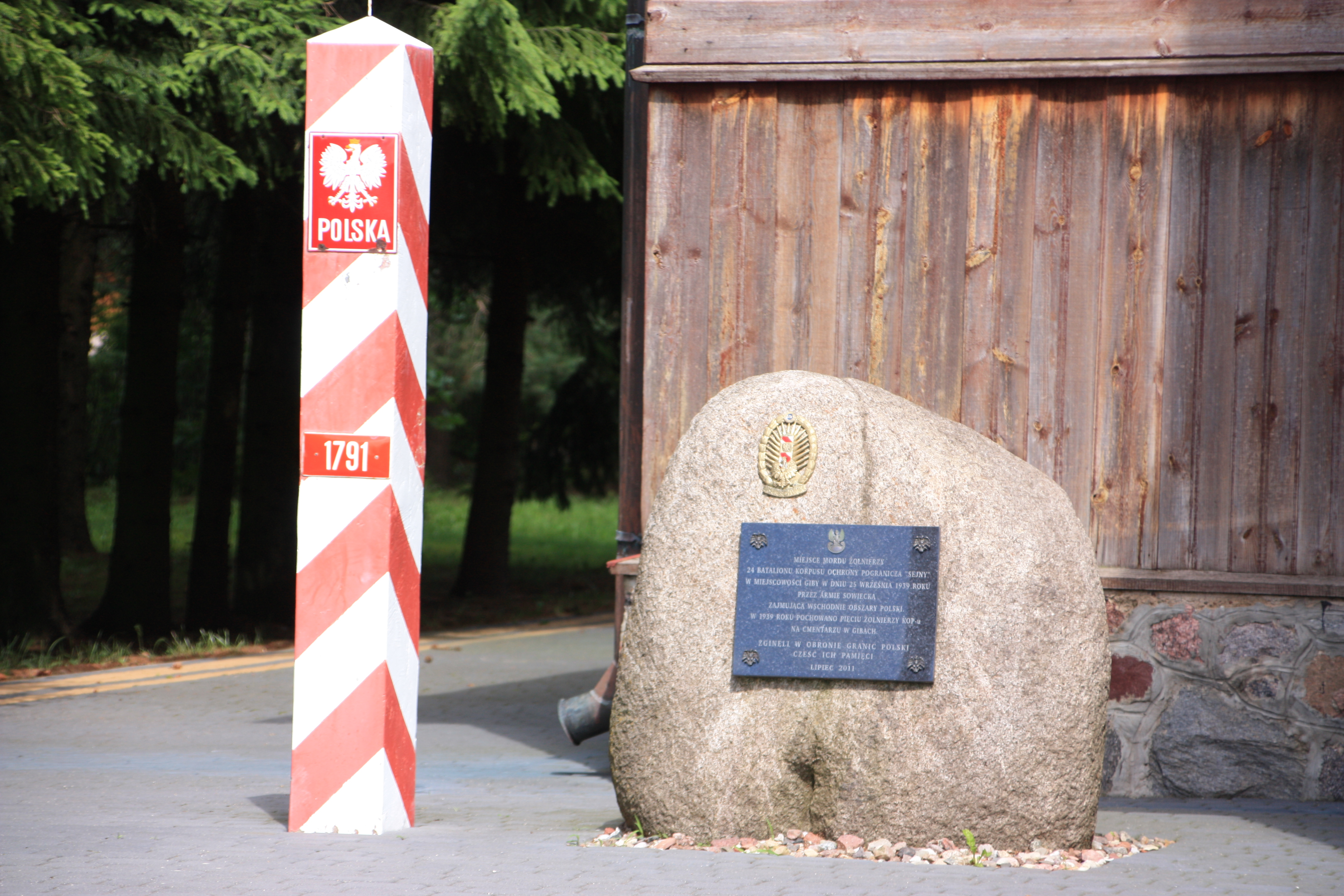
Pomnik w Gibach upamiętniający walki Batalionu KOP „Sejny”

Do 5 września trwał w batalionie stan pogotowia bojowego. Wystawiono posterunki OPL, kontynuowano szkolenie, ostre strzelania, przestrzeliwanie broni. Wydano ostrą amunicję. Patrolowano pogranicze, Sejny i inne większe osiedla. 5 września dowódca batalionu otrzymał rozkaz przejścia batalionem do Suwałk i zameldowania się u dowódcy 3 pułku piechoty KOP płk. Zdzisława Zajączkowskiego. Kompanie graniczne zeszły znad granicy z Litwą. Wymarsz batalionu nastąpił 6 września. W Suwałkach, ppłk Osmola podporządkował sobie wszystkie pododdziały tam stacjonujące: kompanię wartowniczą, ochotniczą kompanię młodzieżową Przysposobienia Wojskowego oraz kompanię leśnego PW. Zgrupowanie liczyło około 1400 ludzi, a batalion KOP „Sejny” był trzonem zgrupowania ppłk. Osmoli. Podstawowym uzbrojeniem, były karabiny wz. 98, 21 ckm wz. 30, dwa moździerze 81 mm wz. 31, dziewięć rkm wz. 28, granaty ręczne zaczepne i obronne wz. 31 oraz nieznana bliżej liczba min przeciwczołgowych.
Dowództwo batalionu kwaterowało w hotelu przy ul. Kościuszki, a kompanie batalionu zakwaterowały się na krótko w opustoszałych koszarach 41 pułku piechoty. Rozpoczęto organizowanie obrony na rzece Rospudzie od Augustowa na północ po Wiżajny.

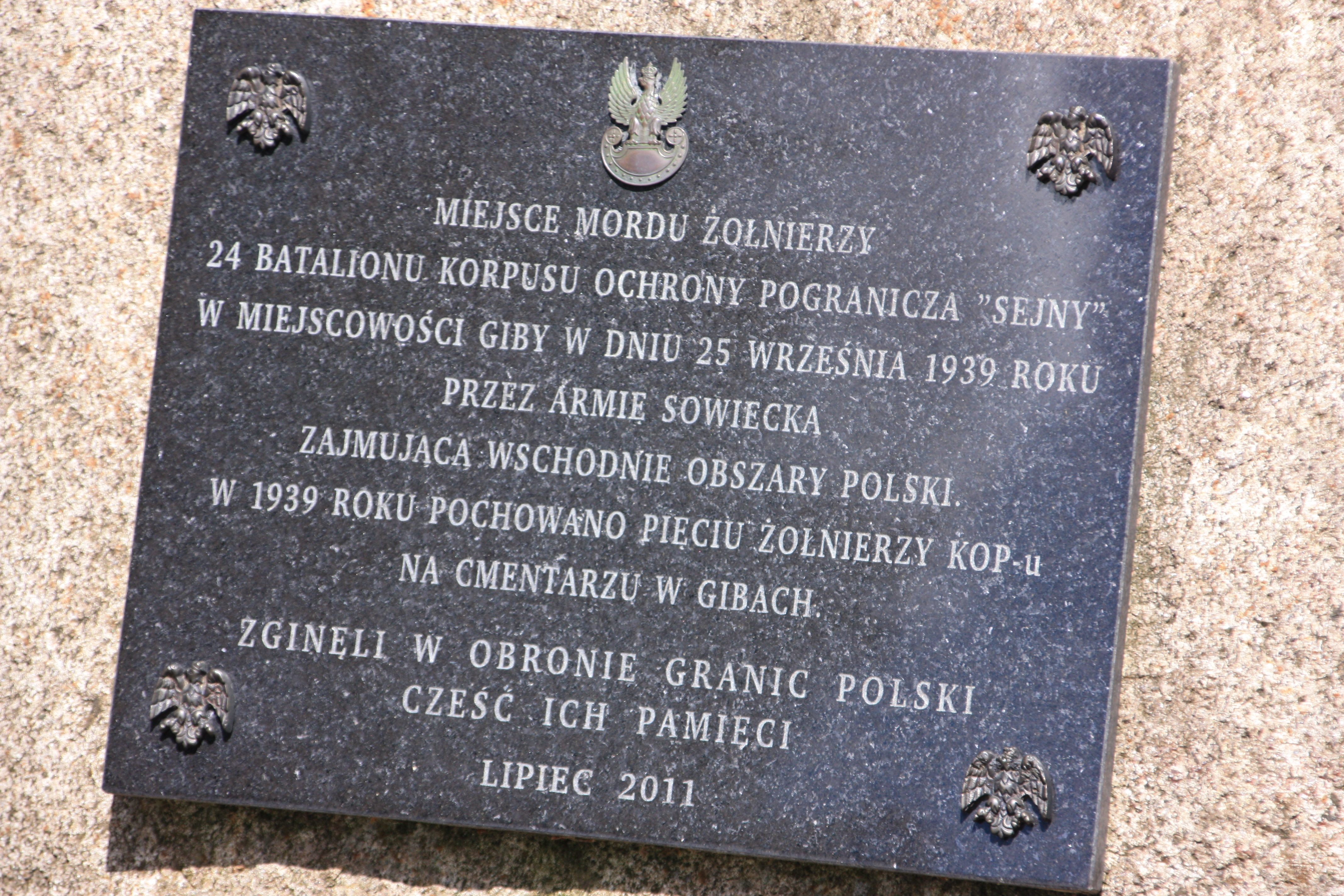
Tablica upamiętniająca walki Batalionu KOP „Sejny”

W związku z decyzją opuszczenia garnizonów Grodno, Osowiec, Augustów i Suwałki przez GO „Grodno”, zgrupowanie otrzymało rozkaz przejścia do rejonu Sopoćkiń. 16 września batalion maszerował w kierunku Grodna. 18 września przeprawił się przez Niemen w okolicach wsi Hoża. Na wieść o sowieckich działaniach baon powrócił na lewy brzeg Niemna, przeszedł do Sopoćkiń i zajął pozycje na przedpolu. 22 września został zaatakowany przez oddział wydzielony mjr. Czuwakina z 2 Brygady Pancernej. Po krótkiej walce, ponosząc znaczne straty, wycofał się w kierunku Kanału Augustowskiego. Zginął między innymi dowódca kompanii odwodowej por. Jan Trzeszczkowski. Kolejną rubież obronną zorganizował batalion nad Kanałem Augustowskim.
23 września zaatakowany został przez pododdziały sowieckiej 4 Dywizji Kawalerii i 101 pułku strzelców. Batalion, prowadząc działania opóźniające, wycofywał się na Kalety w kierunku granicy litewskiej. Po krótkiej walce w Kaletach z jednostkami Dzierżyńskiej Grupy Konno–Zmechanizowanej, wycofał się nocą do miejscowości Budwieć. Tu ppłk Osmola rozkazał przekroczyć granicę litewską. Ostatni żołnierze baonu KOP „Sejny” przekroczyli granicę 24 września o 1:30.

## Struktura organizacyjna
Organizacja batalionu w 1934:
- dowództwo batalionu
- pluton łączności
- kompania odwodowa
- kompania karabinów maszynowych
- 1 kompania graniczna KOP „Wiżajny”
- 2 kompania graniczna KOP „Hołny Wolmera”
- 3 kompania graniczna KOP „Kalety”
- 4 kompania graniczna KOP „Puńsk”

## Żołnierze batalionu
| Dowódcy batalionu |                         |                        |                                 |
| stopień           | imię i nazwisko         | okres pełnienia służby | kolejne stanowisko              |
| mjr piech.        | Władysław Wiecierzyński | 1926 – IX 1929         | dowódca 27 batalionu odwodowego |
| kpt. piech.       | Kazimierz Krahelski     | II 1929 – ?            |                                 |
| mjr piech.        | Władysław Seweryn       | X 1929 – II 1931       | dowódca II/11 pp w Szczakowej   |
| mjr / ppłk piech. | Jan II Wójcik           | IV 1931 – XI 1937      | I zastępca dowódcy 3 pp Leg.    |
| kpt. piech.       | Michał Fijałek          | XI 1937                |                                 |
| mjr piech.        | Augustyn Swaczyna       | do III 1939            | dowódca batalionu KOP „Delatyn” |
| ppłk piech.       | Michał Osmola           | III – IX 1939          |                                 |

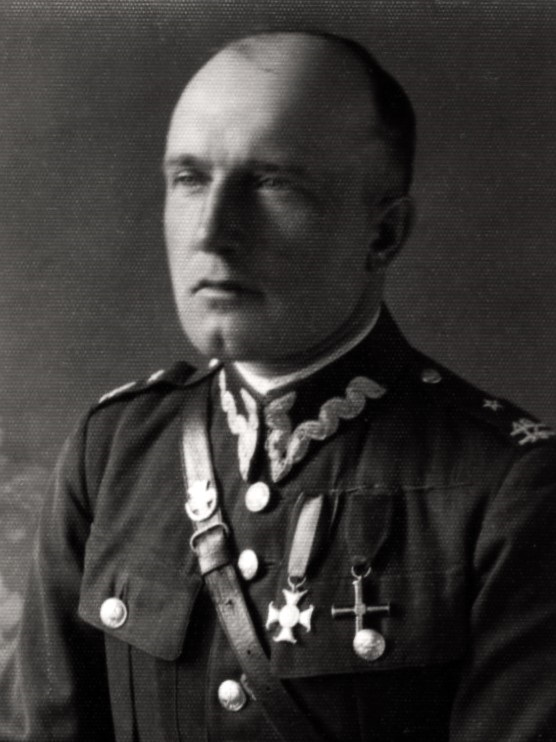
Jan II Wójcik

Obsada personalna batalionu w czerwcu 1939:
- dowódca batalionu – ppłk Michał Osmola
- adiutant batalionu – kpt. Stanisław Zamarz[d]
- dowódca 1 kompanii granicznej – kpt. Maria Michał Jan Świtalski[e]
- dowódca 2 kompanii granicznej – kpt. Zenon Jabłoński[f]
- dowódca 3 kompanii granicznej – por. Antoni Kwiatkowski[g]
- dowódca 4 kompanii granicznej – kpt. Bonifacy Feliks Wanacki[h]
- dowódca kompanii odwodowej – por. Jan Bolesław Trzeszczkowski[i]
- dowódca kompanii karabinów maszynowych – kpt. piech. Jan Jakub Lermer
- dowódca plutonu łączności – kpt. Wacław Lenckowski[j]

Obsada personalna we wrześniu 1939:
Dowództwo:
- dowódca batalionu – ppłk sł. st. Michał Osmola
- kwatermistrz – kpt. sł. st. Eugeniusz Ratyński
- I adiutant – por. Kazimierz Matyjaszewski
- II adiutant – ppor. rez. Witold Kowalski (później dowódca 2 pl 3 komp.)[40]
- oficer gospodarczy – kpt. Józef Trytko
- oficer broni – st. majster Marceli Grochowski
- dowódca plutonu łączności – ppor. rez. Augustyn Stypiński

Kompanie piechoty:
- dowódca 1 kp – kpt. sł. st. Michał Jan Świtalski
  - dowódca 1 plutonu – ppor. rez. Józef Purzycki
  - dowódca 2 plutonu – sierż. Bolesław Dębicki
  - dowódca 3 plutonu – ppor. rez. Józef Moraczewski
- dowódca 2 kp – kpt. sł. st. Zenon Jabłoński
  - dowódca 1 plutonu – ppor. rez. Kwiatkowski
  - dowódca 2 plutonu – sierż. Antoni Krawcewicz
  - dowódca 3 plutonu – NN

- dowódca 3 kp – kpt. sł. st. Antoni Kwiatkowski
- szef kompanii – sierż. Piwko
  - dowódca 1 plutonu – ppor. rez. Adolf Włodkowski
  - dowódca 2 plutonu – ppor. rez. Witold Kowalski[40]
- dowódca 4 kp – kpt. Bonifacy Wanacki
  - dowódca 1 plutonu – por. Tadeusz Szubski[40]
  - dowódca 2 plutonu – por. Władysław Hromadzki[40]
  - dowódca 3 plutonu – ppor. Wacław Klonowski[40]

- dowódca 5 kp – por. sł. st. Jan Bolesław Trzeszczkowski
  - dowódca 1 plutonu – por.Tadeusz Ławski[40]
  - dowódca 2 plutonu – NN
- dowódca 6 kp – por. sł. st. Józef Maria Smereczyński
  - dowódca 1 plutonu – ppor. rez. Zygmunt Zalewski
  - dowódca 2 plutonu – ppor. rez. Bronisław Wróblewski
- dowódca kompanii ckm – por. sł. st. Mieczysław Kłosiński
  - dowódca 1 plutonu – ppor. rez. Eugeniusz Prade
  - dowódca 2 plutonu – ppor. Józef Sobol[40]
  - dowódca 3 plutonu – chor. Stanisław Tuszyński[40]
- dowódca plutonu zwiadu – por. Tadeusz Szubski

Inni
- mjr lek. Stanisław Mickaniewski – lekarz batalionu[41]
- sierż. zaw. Jan Żywek[k]

### Żołnierze batalionu – ofiary zbrodni katyńskiej
Biogramy zamordowanych znajdują się na stronie internetowej Muzeum Katyńskiego
| Nazwisko i imię   | stopień              | zawód             | miejsce pracy przed mobilizacją | zamordowany |
| ----------------- | -------------------- | ----------------- | ------------------------------- | ----------- |
| Andrysiak Edward  | podporucznik rezerwy | technik kolejowy  |                                 | Katyń       |
| Lenckowski Wacław | porucznik            | żołnierz zawodowy |                                 | Katyń       |